# 5 Północny Pułk Strzelecki
5 Północny Pułk Strzelecki (ros. 5-й Северный стрелковый полк) – oddział wojskowy Białych podczas wojny domowej w Rosji
Pułk został sformowany na pocz. maja 1919 r. na bazie 3 Samodzielnego Batalionu Obwodu Północnego oraz 1 i 3 Kompanii 1 Północnego Pułku Strzeleckiego. Na jego czele stanął dowodzący wojskami Białych w Oneskim Rejonie ppłk (mianowany pułkownikiem) Iwan I. Michiejew. 30 maja tego roku pułk wszedł w skład 3 Północnej Brygady Strzeleckiej. W tym czasie do pułku włączono 1 Oddział Karabinów Maszynowych 1 Północnego Pułku Strzeleckiego. W nocy z 20 na 21 lipca większość żołnierzy pułku podniosła bunt, zabiła wielu oficerów (m.in. Brytyjczyków), po czym przeszła na stronę bolszewików. Został im też przekazany płk I. I. Michiejew i kilku oficerów sztabu Rejonu Oneskiego. W tej sytuacji bolszewicka 18 Dywizja Strzelecka bez walki zajęła miasto Onega. Reszta 5 Północnego Pułku Strzeleckiego pod koniec września została przemianowana na 13 Północny Pułk Strzelecki. Rozformowano go już 30 października. Na bazie sztabu pułku został utworzony Archangielski Pułk Strzelecki.